# Королівська академія мистецтв

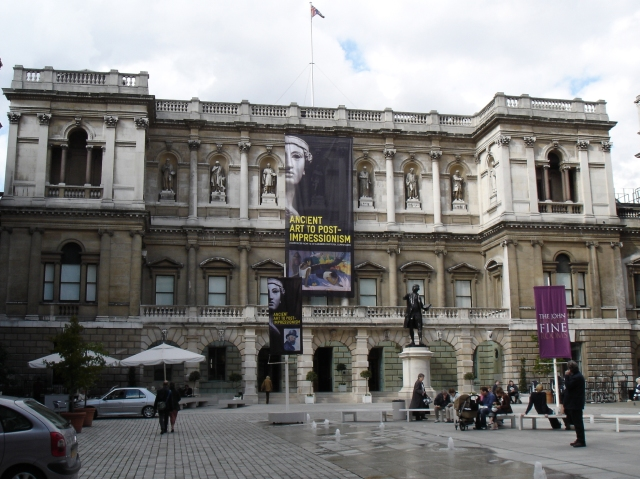
Академія мистецтв займає Берлінгтон-хаус на Пікаділлі — палладіанську резиденцію графа-архітектора Берлінгтона

Королівська академія мистецтв (англ. Royal Academy of Arts, часто просто Royal Academy) — найвпливовіша та найавторитетніша установа, що займається викладанням малярства, скульптури та архітектури та сприяє розвитку цих мистецтв у Великій Британії.

## Історія
Заснована 1768 року, 10 грудня були затверджені перші 40 членів Академії. Першим президентом Академії було обрано Джошуа Рейнолдса.
Наразі склад Академії обмежений 80 місцями, з яких 14 зарезервовано для скульпторів, 12 для архітекторів і 8 для граверів; інші 46 займають живописці. Нові академіки вибираються діючими членами Академії.
Основою діяльності Академії є щорічні публічні виставки. За правилами, брати участь у них можуть не лише академіки, але і будь-який художник, для чого необхідно подати роботу на розгляд конкурсної комісії. Багато робіт на щорічних виставках продаються. Поряд з роботою постійно діючого музею Академії щорічні виставки є одним з основних джерел доходу Академії, адже Королівська Академія мистецтв за своїм статусом не приймає фінансової підтримки від держави або корони.
Серед членів Академії були такі видатні британські художники, як Томас Гейнсборо, Вільям Тернер, Джон Констебл, Джон Еверетт Мілле, Франческо Бартолоцці та ін.
Королівська Академія займається також викладанням, в її школі вчилися найбільші художники Британії, зокрема Тернер.

## Президенти Академії мистецтв
| Джошуа Рейнольдс    | 1768—1792            |
| Бенджамін Вест      | 1792—1805            |
| Джеймс Вайет        | 1805—1806            |
| Бенджамін Вест      | 1806—1820            |
| Томас Лоуренс       | 1820—1830            |
| Мартін Арчер Ші     | 1830—1850            |
| Чарльз Локк Істлейк | 1850—1865            |
| Френсіс Грант       | 1866—1878            |
| Фредерік Лейтон     | 1878—1896            |
| Джон Еверетт Мілле  | лютий — серпень 1896 |
| Едуард Пойнтер      | 1896—1918            |
| Астон Вебб          | 1919—1924            |
| Френк Діксі         | 1924—1928            |
| Вільям Ллевеллін    | 1928—1938            |
| Едвін Лаченс        | 1938—1944            |
| Альфред Маннінгса   | 1944—1949            |
| Джеральд Келлі      | 1949—1954            |
| Альберт Річардсон   | 1954—1956            |
| Чарльз Вілер        | 1956—1966            |
| Томас Моннінгтон    | 1966—1976            |
| Х'ю Максвелл Кассон | 1976—1984            |
| Роджер де Грей      | 1984—1993            |
| Філіп Доусон        | 1993—1999            |
| Філіп Кінг          | 1999—2004            |
| Ніколас Гримшоу     | 2004—2011            |
| Крістофер Ле Брен   | 2011—2019            |
| Ребекка Солтер      | 2019 — досі          |